# ヨーゼフ・レッセル

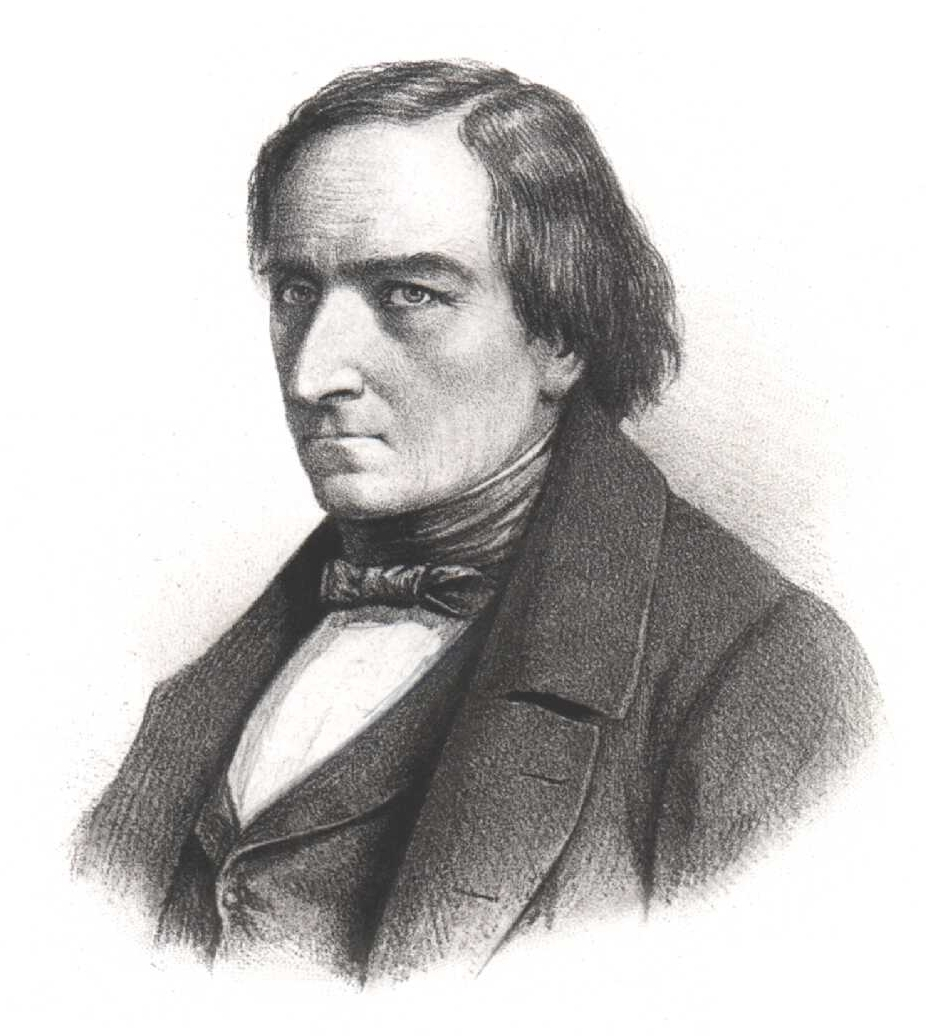
ヨーゼフ・レッセル

ヨーゼフ・ルートヴィヒ・フランツ・レッセル（Josef Ludwig Franz Ressel、1793年6月29日 - 1857年10月9日）は森林監視人で、スクリューの発明者として知られている。かつては500オーストリア・シリング紙幣に肖像が描かれていた。
オーストリア支配下のボヘミアのChrudimで生まれる。父はドイツ語を話し、母はチェコ語を母国語としていた。リンツやウィーンで学んだ後、オーストリア政府の森林技術者としてイストリア半島のMotovun（現在のクロアチア）で勤務。その後（現在のスロベニアにある）Kostanjevicaで勤務し、そこで初めてスクリューの実験を行った。1821年、トリエステ（現在のイタリア）に転勤。トリエステにはオーストリア帝国最大の港があり、そこでのスクリューの試験は成功を収めた。1827年、スクリューの特許を取得。1829年、蒸気船 Civetta をスクリュー推進に改造し、トリエステの港で6ノットを記録したが、直後にその蒸気船は蒸気の導管が爆発した。この不幸な出来事により、警察がその後の実験を禁止した。
アメリカ合衆国では1804年、ジョン・フィッチがスクリューを発明したとされているが、動作可能な実物の製作には失敗している。1836年、イギリスのフランシス・ペティ・スミスがレッセルのものとよく似たスクリューの実験を行った。スクリュー推進船が初めて大西洋を横断したのは1839年のことで、スウェーデンの技術者ジョン・エリクソンがレッセルのスクリューを改良したものを用いていた。1880年代には、スクリューのデザインは安定した。
レッセルの他の発明としては、空気圧式のポストとボール、シリンダーベアリングなどがある。彼は生涯のうちに多数の特許を取得した。
リュブリャナで死去。